# James Matheson
James Matheson (10 aprile 1995) è uno sciatore freestyle australiano, specialista nelle gobbe.

## Biografia
In Coppa del Mondo ha esordito il 31 gennaio 2013 a Deer Valley (34ª).
Nel 2018 ha preso parte ai XXIII Giochi olimpici invernali a Pyeongchang venendo eliminato nel primo turno della finale e classificandosi quattordicesimo nella gara di gobbe.

## Palmarès

### Coppa del Mondo
- Miglior piazzamento in classifica generale: 37ª nel 2017.